# Rhyacia similis
Rhyacia similis là một loài bướm đêm trong họ Noctuidae.